# Lepidozia filamentosa
Lepidozia filamentosa là một loài rêu tản trong họ Lepidoziaceae. Loài này được (Lehm. & Lindenb.) Gottsche, Lindenb. & Nees miêu tả khoa học lần đầu tiên năm 1845.